# Neuchâtel (kanton)
Neuchâtel (gsw. Nöieburg, niem. Neuenburg) – jeden z kantonów w zachodniej Szwajcarii. Leży w Romandii. Powstał w roku 1815. W latach 1707–1857 był pod panowaniem pruskim. Zajmuje powierzchnię 802,16 km², na której mieszka 176 166 osób. Językiem urzędowym kantonu jest język francuski.

## Demografia
Kanton liczy 176 166 mieszkańców (31 grudnia 2021). Językami z najwyższym odsetkiem użytkowników są (2012):
- język francuski – 88,3%
- język włoski – 6,2%
- język niemiecki – 6%

## Podział administracyjny
Kanton dzieli się na 27 gmin (commune):
| Nazwa gminy          | Liczba mieszkańców 31 grudnia 2021 | Powierzchnia km² |
| -------------------- | ---------------------------------- | ---------------- |
| Boudry               | 6 196                              | 16,76            |
| Brot-Plamboz         | 283                                | 16,09            |
| Cornaux              | 1 602                              | 4,73             |
| Cortaillod           | 4 705                              | 3,68             |
| Cressier             | 1 888                              | 8,57             |
| Enges                | 264                                | 9,58             |
| Hauterive            | 2 629                              | 2,13             |
| La Brévine           | 613                                | 41,81            |
| La Chaux-de-Fonds    | 36 748                             | 55,71            |
| La Chaux-du-Milieu   | 513                                | 17,31            |
| La Côte-aux-Fées     | 480                                | 12,83            |
| La Grande Béroche    | 8 956                              | 42,14            |
| La Sagne             | 1 058                              | 25,55            |
| La Tène              | 5 307                              | 5,29             |
| Le Cerneux-Péquignot | 316                                | 15,70            |
| Le Landeron          | 4 673                              | 10,28            |
| Le Locle             | 10 741                             | 34,66            |
| Les Planchettes      | 214                                | 11,73            |
| Les Ponts-de-Martel  | 1 240                              | 18,17            |
| Les Verrières        | 639                                | 28,87            |
| Lignières            | 968                                | 12,52            |
| Milvignes            | 9 183                              | 8,79             |
| Neuchâtel            | 44 485                             | 30,08            |
| Rochefort            | 1 312                              | 25,85            |
| Saint-Blaise         | 3 277                              | 8,86             |
| Val-de-Ruz           | 17 368                             | 124,31           |
| Val-de-Travers       | 10 508                             | 124,74           |

## Gospodarka
W kantonie rozwinął się przemysł maszynowy, elektrotechniczny oraz metalowy. Ludność kantonu zajmuje się hodowlą bydła oraz uprawą winorośli. Dobrze rozwinięta turystyka.